# ديمتري بورجمان
كان ديمتري ألفريد بورجمان (بالإنجليزية: Dmitri Borgmann)‏ (22 أكتوبر 1927-7 ديسمبر 1985) كان مؤلفًا ألمانيًا أمريكيًا اشتهر بعمله في اللغويات الترفيهية.

## حياته
ولد بورجمان في 22 أكتوبر 1927 في برلين بألمانيا لوالديه هانز وليزا بورجمان. خوفًا من أن تكتشف الحكومة النازية أصل ليزا اليهودي، فرت العائلة إلى الولايات المتحدة في عام 1936، واستقرت في شيكاغو. تخرج بورجمان من جامعة شيكاغو عام 1946 ووجد عملاً كخبير بشؤون التأمين. في عام 1964 استقال من وظيفته للتركيز على كتاباته. في عام 1971 بدأ عمله الخاص في البحث وكتابة المخطوطات، والتي وظفت ما يصل إلى 15 كاتبًا في وقت واحد لكتابة وتحرير القصص القصيرة والكتب الأكاديمية والبرامج التلفزيونية والأفلام. في النهاية، نقل بورجمان الشركة وعائلته إلى دايتون، واشنطن.

## مهنة الكتابة
جذب بورجمان اهتمام وسائل الإعلام لأول مرة لمهاراته في صياغة الكلمات في عام 1958، عندما هزم على مدار ثمانية أسابيع 22 منافسًا على التوالي على قناة دبليو جي ان التلفزيونية في برنامج اسمه على الوقت. وفاز بحوالي 3800 دولار. في هذا الوقت تقريبًا، بدأ أيضًا في المساهمة بألغاز الكلمات والكتابات الترفيهية في «لاين أو تايب أور تو»، وهو عمود في شيكاغو تربيون. تم استخراج الكثير من هذه المواد من الأعداد السابقة من ذا انجيما، الجريدة الرسمية لرابطة الألغاز الوطنية التي انضم إليها في عام 1956. بحلول عام 1964، كان قد رسخ نفسه على أنه «السلطة الرائدة في البلاد في لعبة الكلمات»، وهي التسمية التي ظل يحتفظ بها حتى وقت وفاته.
نُشر كتابه الأول، اللغة في الإجازة:، بواسطة سكرايبنرز في عام 1965 ، وحصل على إشادة من المجلات والمجلات الأدبية الكبرى، بما في ذلك المجلة العلمية الأمريكية والتايم. اليوم من الأفضل تذكرها لتعميم كلمة منطق للإشارة إلى مجال علم اللغة الترفيهي. غالبًا ما يُشار إلى بورجمان نفسه الآن باسم «أب اللوجولوجيا».
أدت الدعاية التي حققتها اللغة في الإجازة إلى التعاقد مع شركة بورجمان للتصميم الصناعي ريموند لوي وسنيس لابتكار أسماء تجارية لعملائها. لهذا العمل، يُستشهد به على نطاق واسع على أنه مبتكر " Exxon "، التي اعتمدتها ستاندرد أويل كاسم جديد لها بعد أن دفعت لشركة بروجمان رسومًا قدرها 10000 دولار. بسعر 2000 دولار للرسالة، قال المعلقون مزحاً أن هذا جعل بورجمان هو الكاتب الأكثر ربحًا في التاريخ. كما جذبت «لغة في الإجازة» انتباه مؤلف الألغاز مارتن جاردنر، الذي أوصى في عام 1967 بورجمان كمحرر لمجلة جرينوود الدورية الجديدة. حرر بورجمان المجلة في عامها الافتتاحي، لكنه استقال بعد أن رفض غرينوود تلبية متطلبات راتبه. وعندما عين غرينوود زميله في علم اللوجيستيات هوارد دبليو بيرجرسون خلفًا له كرئيس تحرير، رفض بورجمان التحدث إليه مرة أخرى.
تم نشر متابعة للغة في الإجازة، بعنوان ما وراء اللغة: مغامرات في الكلمة والفكر، في عام 1967 ؛ كان أقل نجاحًا ولكنه لا يزال يجتذب مراجعات إيجابية. قام بورجمان أيضًا بتحرير كتاب عن الكلمات المتقاطعة ووضع تعليقات توضيحية له، وهو كتاب بعنوان كوريوس للكلمات المتقاطعة في عام 1970. طوال الستينيات والسبعينيات والثمانينيات من القرن الماضي، كان كاتبًا منتظمًا في شكاغو تريبيون، وقيمز، وجريدة بوزل لوفرز، واستمر في المساهمة بمقالات في طرق الكلمات. (تم نشر الكثير من هذه الكتابات بأسماء مستعارة، بما في ذلك الأقصر، وجيزابل كيو إكس إكس إكس، ورامونا ج. ميرلين العاشر هوديني.) كما قام برعاية «جاكبوت جبيلي Jackpot Jubilee»، وهي سلسلة من مسابقات الكلمات.

## ما قبل النهاية
في أواخر سبعينيات القرن الماضي، أسس بورجمان حركة دينية جديدة، هي كنيسة الخلود الإلهي، وأطلق إعلانات في التايمز الجديدة و الأطلسي و أم جون وغيرها من المجلات، حيث قدم شهادات التكريم. كما أعلن عن الكنيسة في هوستلر، انضم ما يصل إلى مائة شخص إلى الحركة.
اشتهر بورجمان بالانعزالية وهي صفة لازمته واشتدت عليه في سنواته الأخيرة. لا أحد من زملائه في مجال النشر - ولا حتى وكيله الأدبي جوزيف ماداشي، ولا مارتن غاردنر، الذي منح بورجمان رئاسة تحرير طريق الكلمات - التقى به شخصيًا. ولم يلتق به أحد من زملائه في طريق الكلمات، هوارد دبليو بيرجرسون وأ. روس إيكلر الابن. كانت حياة بورجمان المنزلية أكثر عزلة؛ كانت معظم النوافذ الخارجية والداخلية مغطاة بألواح خشبية أو مغطاة بستائر ثقيلة، ولم يُسمح بدخول المرايا إلى المنزل. من النادر جداً على بورجمان مغادرة غرفته المزدحمة في الطابق العلوي، وكان يعمل أحيانًا سراً لأسابيع دون رؤية أسرته. على الرغم من تشخيص حالته بأنه يعاني من مرض في القلب، إلا أنه رفض تناول الدواء الموصوف له، وتعرض في النهاية لأزمة قلبية في 7 ديسمبر 1985. لقد نجا بسبب زوجته إيريس ستيرلينج البالغة من العمر 23 عامًا وابنيهما مارك وكيث.
بعد وفاته، راجع كيث إكلر وابن بورجمان أوراقه، ووجدوا مادة لعدد من المقالات التي نُشرت بعد وفاته في Word Ways طرق الكلمة. قامت المجموعات الخاصة والمحفوظات الجامعية لمكتبات جامعة ستانفورد بجمع وحفظ المراسلات بين بورجمان ومارتن جاردنر، التي يرجع تاريخها من 1956 إلى الثمانينيات، عبر 19 ملفًا من أوراق مارتن جاردنر.

## مؤلفاته
- Borgmann، Dmitri A. (1965). Language on Vacation: An Olio of Orthographical Oddities. New York: Charles Scribner's Sons. OCLC:8478220.
- Borgmann، Dmitri A. (1967). Beyond Language: Adventures in Word and Thought. New York: Charles Scribner's Sons. OCLC:655067975.
- Borgmann، المحرر (1970). Curious Crosswords. New York: Charles Scribner's Sons.